# Angiolo Tricca
Pour les articles homonymes, voir Tricca.
Angiolo Tricca (né le 17 février 1817 à Sansepolcro et mort le 23 mars 1884  à Florence) est un peintre italien du XIXe siècle.

## Biographie
Angiolo Tricca fréquenta le Caffè Michelangiolo, lieu de débats intellectuels des Macchiaioli, où il côtoie Giovanni Fattori, Telemaco Signorini, Odoardo Borrani, et aussi Carlo Collodi.
Il est surtout connu pour ses caricatures et ses dessins humoristiques publiés dans les journaux satiriques (Il Piovano Arlotto, Il Lampione et La Lanterna di Diogene, sous le pseudonyme de Tita).

## Source de la traduction
- (it) Cet article est partiellement ou en totalité issu de l’article de Wikipédia en italien intitulé « Angiolo Tricca » (voir la liste des auteurs).